# 安田二郎 (中国哲学者)
安田 二郎（やすだ じろう、1908年（明治41年） - 1945年（昭和20年）2月27日）は、日本の中国哲学研究者。宋明理学や戴震『孟子字義疏証』の研究で業績を残した。吉川幸次郎らに将来を嘱望されたが、37歳の若さで病没した
。

## 生涯
岐阜県養老郡笠郷村船附出身。名古屋の八高に入学後左翼とみなされ中退するが、京都帝国大学文学部長の濱田耕作の許可により進学。1935年（昭和10年）同哲学科（通称「純哲」）卒業。純哲では田辺元に武内義範らと師事する。卒業論文は『中庸について』。
純哲の大学院に進学し朱子学を専攻。吉川幸次郎の講読に出席した際、中国哲学科の学生よりも優秀だったため吉川に注目される。文学部助手となった後、1939年（昭和14年）吉川と小島祐馬の斡旋により、京都東文研の嘱託員（のち助手、副研究員）となる。京都東文研では『尚書正義』定本作成や『朱子語類』会読に参加し、近い世代の島田虔次や入矢義高と交流する。
1944年（昭和19年）春2ヶ月、入矢義高・田中謙二と北京に留学する。旅中から痔疾を患い帰国後即京大病院に入院。愛妻の看病を受けるも、看病疲れと戦中の物資不足で先立たれる。郷里の船附に帰り、1945年（昭和20年）2月27日、同地で没する。享年37。

## 人物・評価
純哲出身で西洋哲学や思弁的方法に通じながら、中国哲学研究の文献学的方法に順応し、安易な東西類似視を批判した。その宋明理学解釈は、独創性よりも文献学的誠実性を重んじ、津田左右吉・島田虔次・山下龍二らの解釈と対立しつつも、吉川幸次郎や土田健次郎に高く評価されている。戴震『孟子字義疏証』の研究も高く評価されている。
為人は寡黙で礼儀正しく、穏やかな微笑が特徴的だったとされる。

## 書籍
いずれも国立国会図書館デジタルコレクション（NDLJP）で閲覧可能。
- 『孟子字義疏証』養徳社、1948年。NDLJP:2970865

戴震『孟子字義疏証』の翻訳（訓読）と解説。附: 吉川幸次郎「安田二郎君伝」、入矢義高「編者後記」。
- 『中国文明選8 戴震集』近藤光男共編訳、朝日新聞社、1971年、NDLJP:12212353。

上記『孟子字義疏証』を近藤が増補したもの。「中国文明選」は吉川幸次郎が監修する叢書。
- 『中国近世思想研究』弘文堂、1948年、NDLJP:1038764
- 『中国近世思想研究』筑摩書房、1976年、NDLJP:12213691（上記の改版）

論文集。附: 吉川幸次郎「序」、武内義範「安田君の遺著の後に」。筑摩版のみ附: 島田虔次「解説」、入矢義高「後記」。